# Psorotichia frustulosa
Psorotichia frustulosa är en lavart som beskrevs av Anzi. Psorotichia frustulosa ingår i släktet Psorotichia och familjen Lichinaceae.   Inga underarter finns listade i Catalogue of Life.